# Hormonul luteinizant
Hormonul luteinizant (prescurtat LH, cunoscut și ca lutropină) este un hormon gonadotrop produs de hipofiza anterioară, a cărui secreție este datorată hormonului eliberator al gonadotropinelor (GnRH). O cantitate crescută de LH determină ovulația și maturarea corpului galben. Intervine în sinteza și secreția estrogenului și progesteronului („luteină”). Este o glicoproteină dimeră.
La bărbați, în celulele Leydig din testicule LH stimulează producția de testosteron și controlează maturarea normală a spermatozoizilor.